# Butorides validipes
Butorides validipes — викопний вид лелекоподібних птахів родини Чаплеві (Ardeidae), що існував у пліоцені у Північній Америці. Скам'янілості виду виявлені у відкладеннях формації Haile XVA у штаті Флорида, США. Описаний лише по єдиній кістці - цівці (голотип UF 17546).

## Див. текст
- Список викопних птахів